# 로스앤젤레스 데일리 뉴스
로스앤젤레스 데일리 뉴스(Los Angeles Daily News)는 관련 없는 로스앤젤레스 타임스(Los Angeles Times)에 이어 캘리포니아주 로스앤젤레스에서 두 번째로 많이 발행되는 유료 일간지이며, 콜로라도주에 본사를 둔 디지털 퍼스트 미디어(Digital First Media)의 계열사인 서던 캘리포니아 뉴스 그룹(Southern California News Group)의 주력 신문이다.
데일리 뉴스의 사무실은 채츠워스(Chatsworth)에 있으며, 신문 보도의 대부분은 로스앤젤레스의 샌퍼낸도밸리에 있는 독자들을 대상으로 한다. 기사는 샌퍼낸도밸리 지역 기업, 교육 및 범죄와 관련된 문제에 초점을 맞추는 경향이 있다.
현재 편집자는 프랭크 파인(Frank Pine)이다.